# Hula (danza)

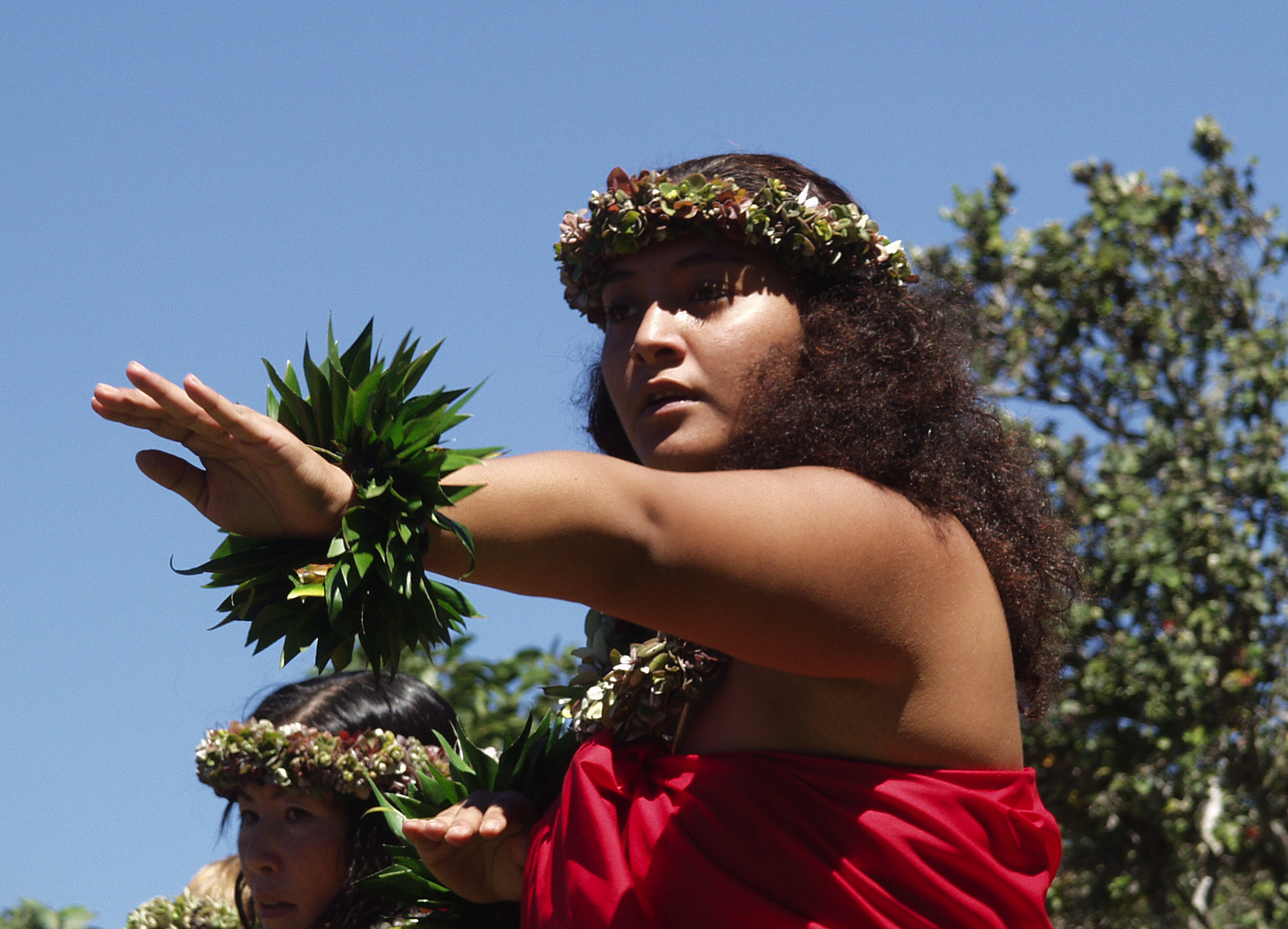
Esibizione di Hula kahiko al Hawaiʻi Volcanoes National Park

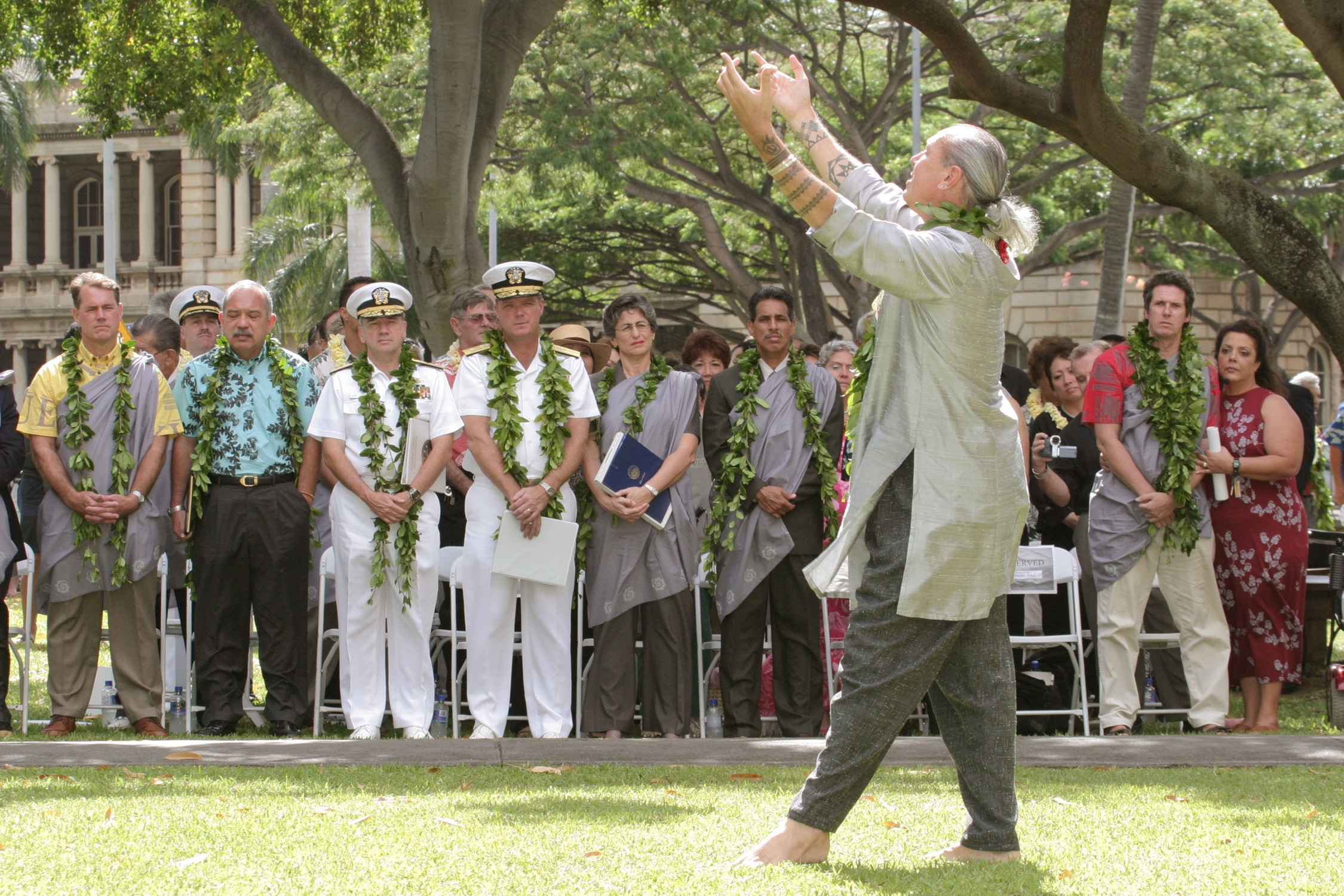
La Hula viene spesso eseguita come una forma di preghiera durante le funzioni ufficiali di stato alle Hawaiʻi. Qui la hula viene eseguita da Kumu Hula Frank Kawaikapuokalani Hewett per una cerimonia che consegna il controllo della Marina degli Stati Uniti sull'isola di Kahoʻolawe allo stato.

La Hula (AFI: /ˈhula/ in hawaiano e samoano, o Hura AFI: /ˈhuɾa/ in tahitiano e altre lingue polinesiane) è una forma di danza polinesiana accompagnata da canti (oli) o inni (mele in hawaiano, parola affine a meke nella lingua delle Fiji). Fu sviluppata nelle Isole Hawaii dai nativi hawaiani (polinesiani) che vi si stabilirono originariamente. L'hula drammatizza o raffigura le parole dell'oli o del mele in una forma di danza visiva.

## Premessa

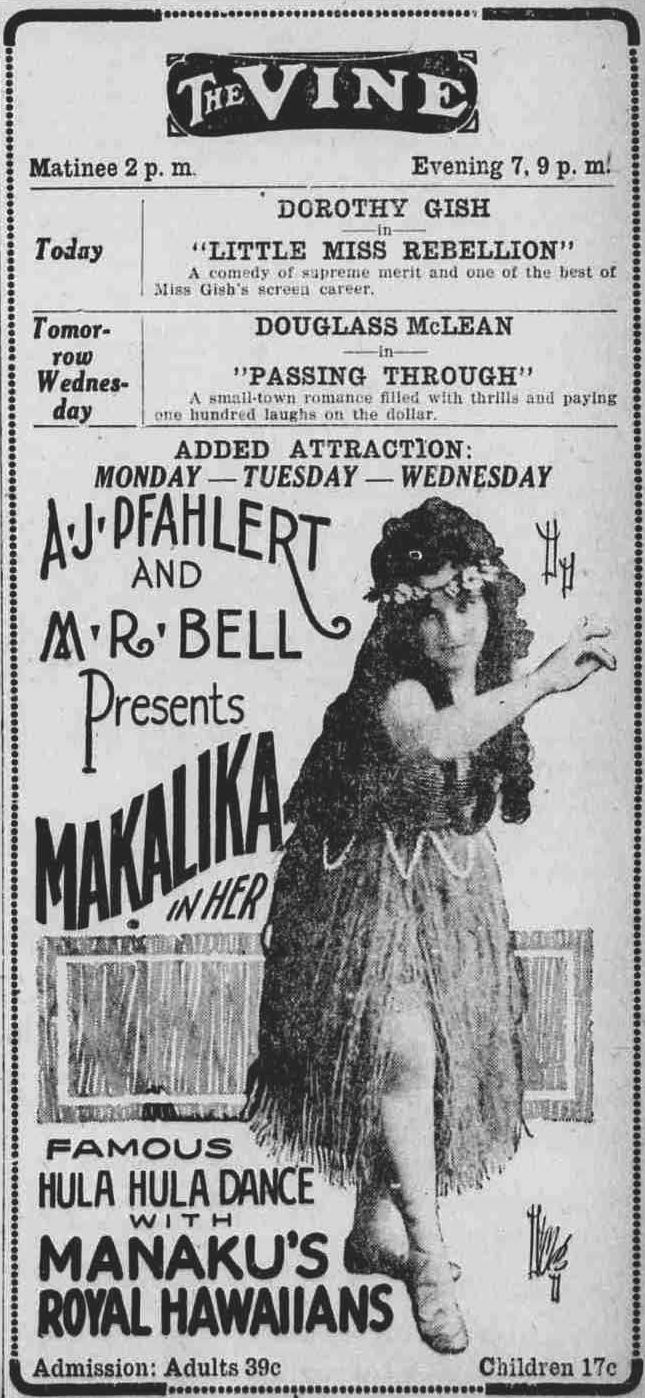
Negli anni 1890 e inizio 1900, danzatori di hula e musicisti hawaiani visitarono il continente degli Stati Uniti. Questo annuncio apparve su un giornale dell'Ohio nel 1921.

Ci sono molti sotto-stili di hula, con le due categorie principali: Hula 'Auana e Hula Kahiko. L'antico hula, come veniva eseguito prima degli incontri degli occidentali con le Hawaiʻi, è chiamato kahiko. È accompagnato da canto e strumenti tradizionali. La Hula, come si è evoluta sotto l'influenza occidentale nel XIX e nel XX secolo, è chiamata ʻauana (una parola che significa "vagare" o "andare alla deriva"). È accompagnata da canzoni e strumenti musicali influenzati dall'Occidente come la chitarra, l'ukulele e il contrabbasso.
La terminologia per due principali categorie aggiuntive inizia ad entrare nel lessico della hula: "Monarchy" include qualsiasi hula che è stata composta e coreografata durante il XIX secolo. Durante quel periodo l'arrivo della cultura occidentale creò cambiamenti significativi nelle arti formali hawaiane, compresa la hula. "Ai Kahiko", che significa "nello stile antico", sono quelle hula scritte nel XX e nel XXI secolo che seguono i protocolli stilistici dell'antica hula kahiko.
Ci sono anche due posizioni principali di una danza hula - o seduta (ballo noho) o in piedi (ballo della luna). Alcune danze utilizzano entrambe le forme.
La danza Hula è una forma d'arte complessa, e ci sono molti movimenti delle mani usati per rappresentare le parole in una canzone o in un canto. Ad esempio, i movimenti delle mani possono significare aspetti della natura, come l'ondeggiamento di un albero nella brezza o un'onda nell'oceano, o un sentimento o emozione, come affetto o desiderio. I movimenti del piede e dell'anca sono spesso estratti da una libreria di passi di base che comprende kaholo, kaʻo, kawelu, hela, ʻuwehe e ʻami.
Ci sono altre danze correlate (tamure, hura, 'aparima, 'ote'a, haka, kapa haka, kapa haka, poi, Fa'ataupati, Tau'olunga e Lakalaka) che provengono da altre isole polinesiane come Tahiti, Le Isole Cook, Samoa, Tonga e Aotearoa (Nuova Zelanda); tuttavia, l'hula è unica nelle isole hawaiane.

## Hula Kahiko

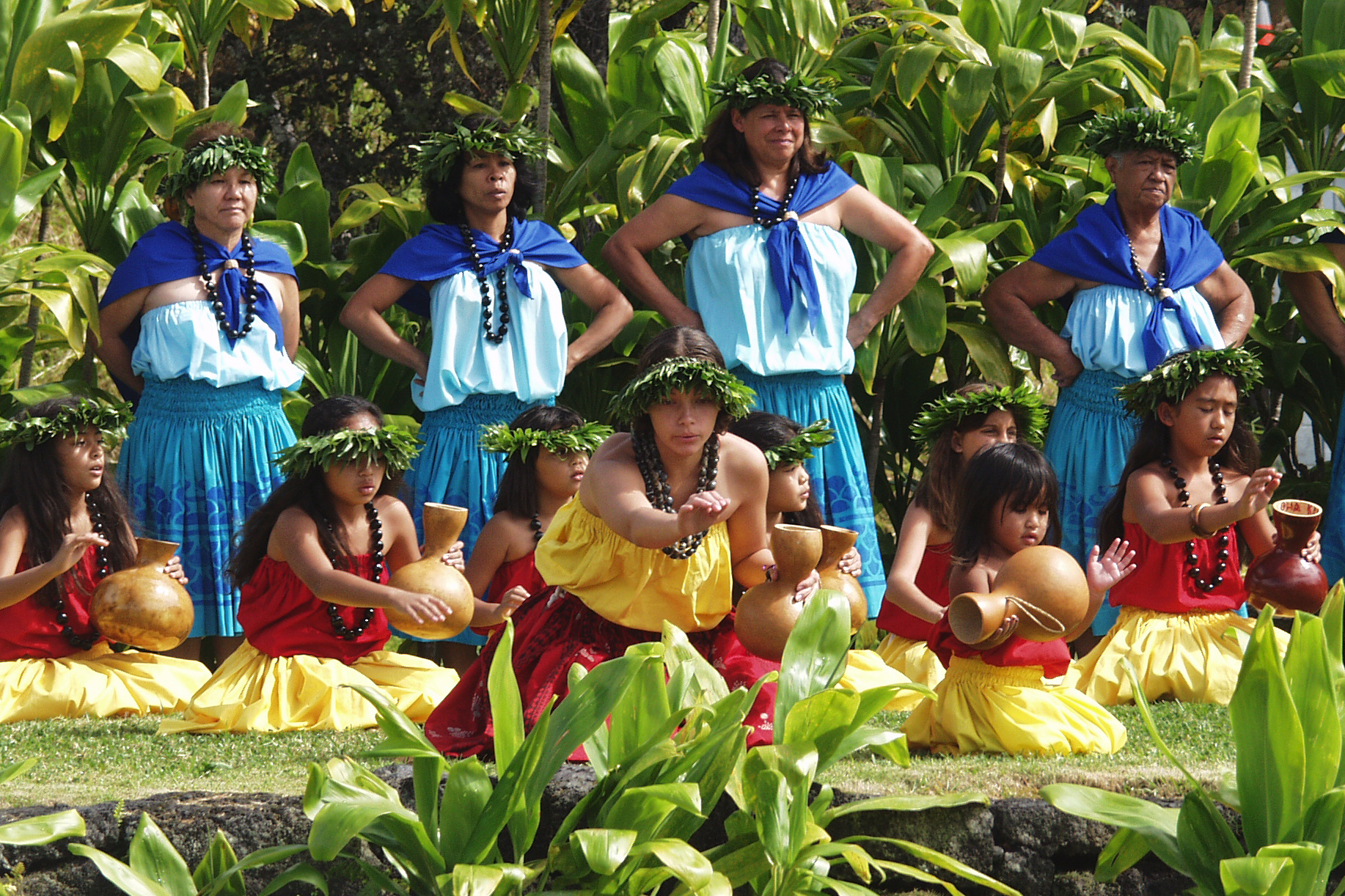
Spettacolo di Hula kahiko alla pa hula di Parco nazionale Vulcani delle Hawaii

Le hula kahiko, spesso definite come quelle hula composte prima del 1894 che non prevedono strumenti moderni (come chitarra, ʻukulele, ecc.), racchiude un'enorme varietà di stili e stati d'animo, dal solenne e sacro al frivolo. Molte hula furono create per lodare i capi e esibirsi in loro onore, o per il loro divertimento. I tipi di hula kahiko includono ʻālaʻapapa, haʻa, ʻolapa e molti altri. Oggi hula kahiko viene semplicemente definito come Hula "tradizionale".
Molte danze di hula sono considerate una rappresentazione religiosa, poiché sono dedicate o onorano una dea o un dio hawaiano. Come era vero per le cerimonie all'heiau, il tempio del palco, si considerava che anche un errore minore invalidasse l'esibizione. Poteva anche essere un presagio di sfortuna o avere conseguenze disastrose. I ballerini che stavano imparando a fare questa hula facevano necessariamente molti errori. Quindi venivano ritualmente appartati e messi sotto la protezione della dea Laka durante il periodo di apprendimento. Le cerimonie segnavano il successo dell'apprendimento dell'hula e l'uscita dall'isolamento.
L'Hula kahiko viene oggi eseguito ballando con canti storici. Molti hula kahiko sono caratterizzati da costumi tradizionali, da un aspetto austero e da riverenza per la loro radice spirituale.

### Canti
La storia hawaiana era una storia orale. È stata codificata in genealogie e canti, che sono stati memorizzati e tramandati. In assenza di una lingua scritta questo era l'unico metodo disponibile per garantire l'accuratezza. I canti raccontavano storie di creazione, mitologia, regalità e altri eventi e persone significativi.

### Strumenti e attrezzi
- Ipu—singolo tamburo di zucca
- Ipu heke—doppio tamburo di zucca

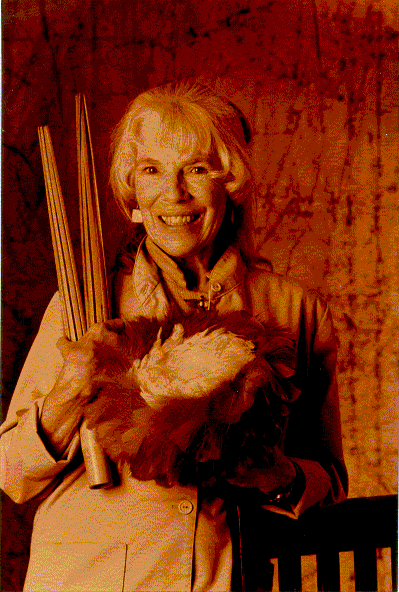
La ricercatrice di danza hula Joann Kealiinohomoku con gli strumenti della hula Puʻili e ʻuliʻuli

- Pahu—tamburo coperto di pelle di squalo; considerato sacro
- Puniu—piccolo tamburo da ginocchio fatto di un guscio di noce di cocco con copertura di pelle di pesce (kala)
- ʻIliʻili—pietra di lava consumata dall'acqua usata come nacchere
- ʻUlīʻulī—sonagli di zucca piumati (anche 'ulili)
- Pūʻili—bastoncini di bambù spaccati
- Kālaʻau—bastoncini per il ritmo

Le cavigliere a dente di cane talvolta indossate da ballerini maschili potevano essere considerate anche strumenti, in quanto sottolineavano i suoni del calpestio dei piedi.

### Costumi

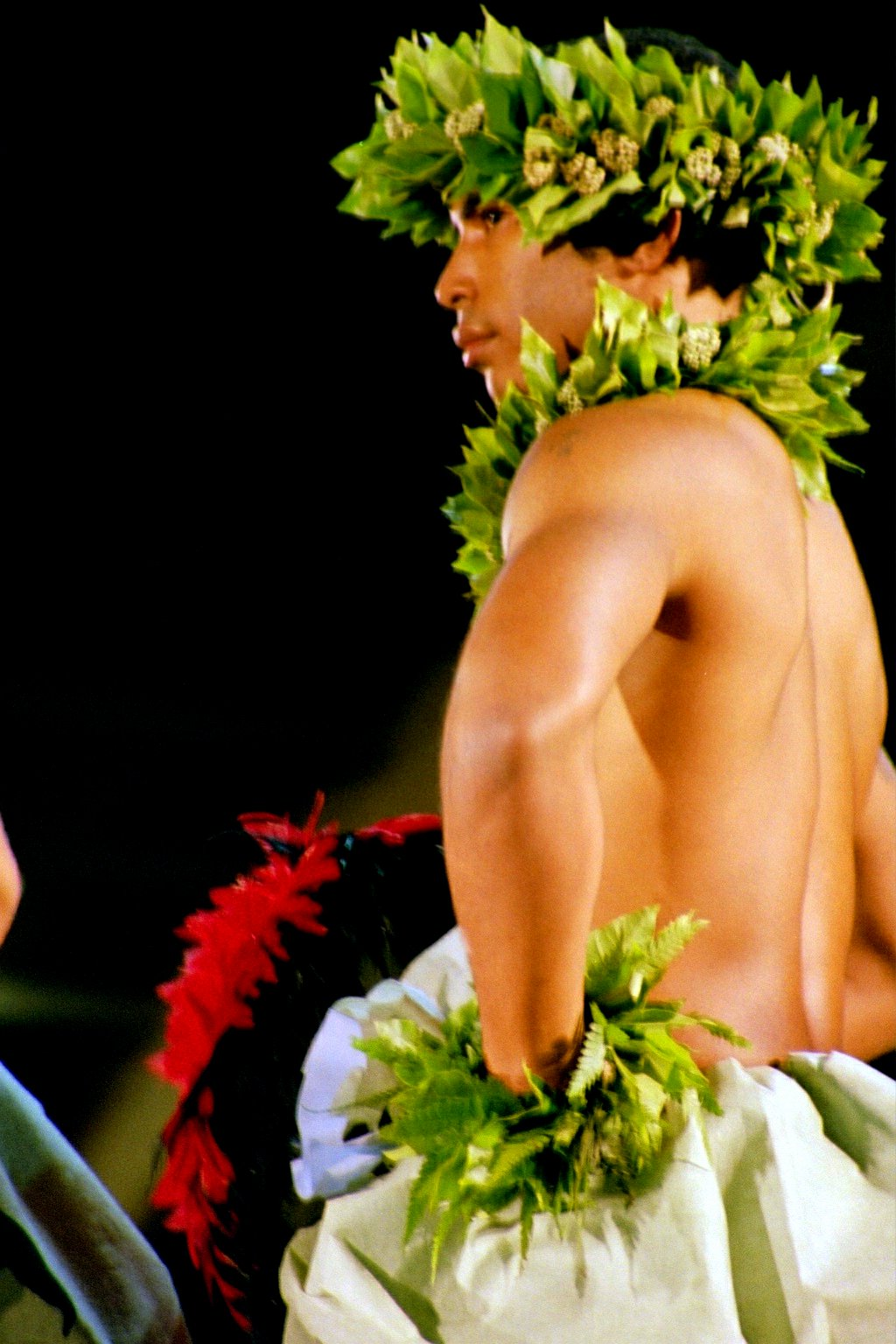
Danzatore con ʻuliʻuli, a un concorso hula kahiko, Merrie Monarch Festival 2003

Le danzatrici tradizionali indossavano il pāʻū di tutti i giorni, o un gonnellino avvolto, ma erano in topless. Oggi questa forma di vestito è stata modificata. Come segno di sontuosa esibizione, il pāʻū potrebbe essere molto più lungo della solita lunghezza del tapa, o barkcloth (stoffa di corteccia), che era giusto lungo abbastanza da girare attorno alla vita. I visitatori riferiscono di aver visto ballerini avvolti in molti metri di tapa, abbastanza per aumentare considerevolmente la loro circonferenza. I ballerini possono anche indossare decorazioni come collane, bracciali e cavigliere, così come molte lei (sotto forma di copricapo (lei po'o), collane, braccialetti e cavigliere (kupeʻe)) e altri accessori.
I ballerini maschi tradizionali indossavano il malo quotidiano o il perizoma. Inoltre potrebbero indossare un voluminoso malo fatto di molti metri di tapa. Indossavano anche collane, bracciali, cavigliere e lei.
I materiali per le lei indossate durante le esibizioni erano raccolti nella foresta, dopo che le preghiere a Laka e gli dei della foresta erano stati cantati.
Le lei e la tapa indossate per l'hula sacra erano considerate imbevute della sacralità della danza e non dovevano essere indossate dopo la recita. La lei era in genere lasciata sul piccolo altare di Laka che si trova in ogni hālau, come offerta.

### Esibizioni
La hula veniva eseguita per divertimento giornaliero spontaneo o feste familiari, senza una cerimonia particolare. Tuttavia la hula veniva rappresentata come un intrattenimento per i capi che erano preoccupati dagli affari. I grandi capi solitamente viaggiavano da un posto all'altro all'interno dei loro domini. Ogni località doveva ospitare, nutrire e divertire il capo e il suo seguito. Le esibizioni della hula erano una forma di fedeltà e spesso di adulazione per il capo. Durante le esibizioni i maschi sarebbero partiti e le femmine sarebbero venute dopo per chiudere lo spettacolo. La maggior parte delle esibizioni kahiko inizia con una danza iniziale, kaʻi, e termina con un ballo di chiusura, hoʻi, per indicare la presenza dell'hula. C'erano hula che celebravano il suo lignaggio, il suo nome e persino i suoi genitali (hula maʻi). Veniva ballata anche l'hula sacra, che celebrava gli dei hawaiani. Tutte queste esibizioni devono essere completate senza errori (sarebbe stato sia sfortunato che irrispettoso).
Anche i capi in visita da altri domini potevano essere onorati con spettacoli di hula. Questa cortesia veniva spesso estesa a importanti visitatori occidentali.

## Hulaʻauana

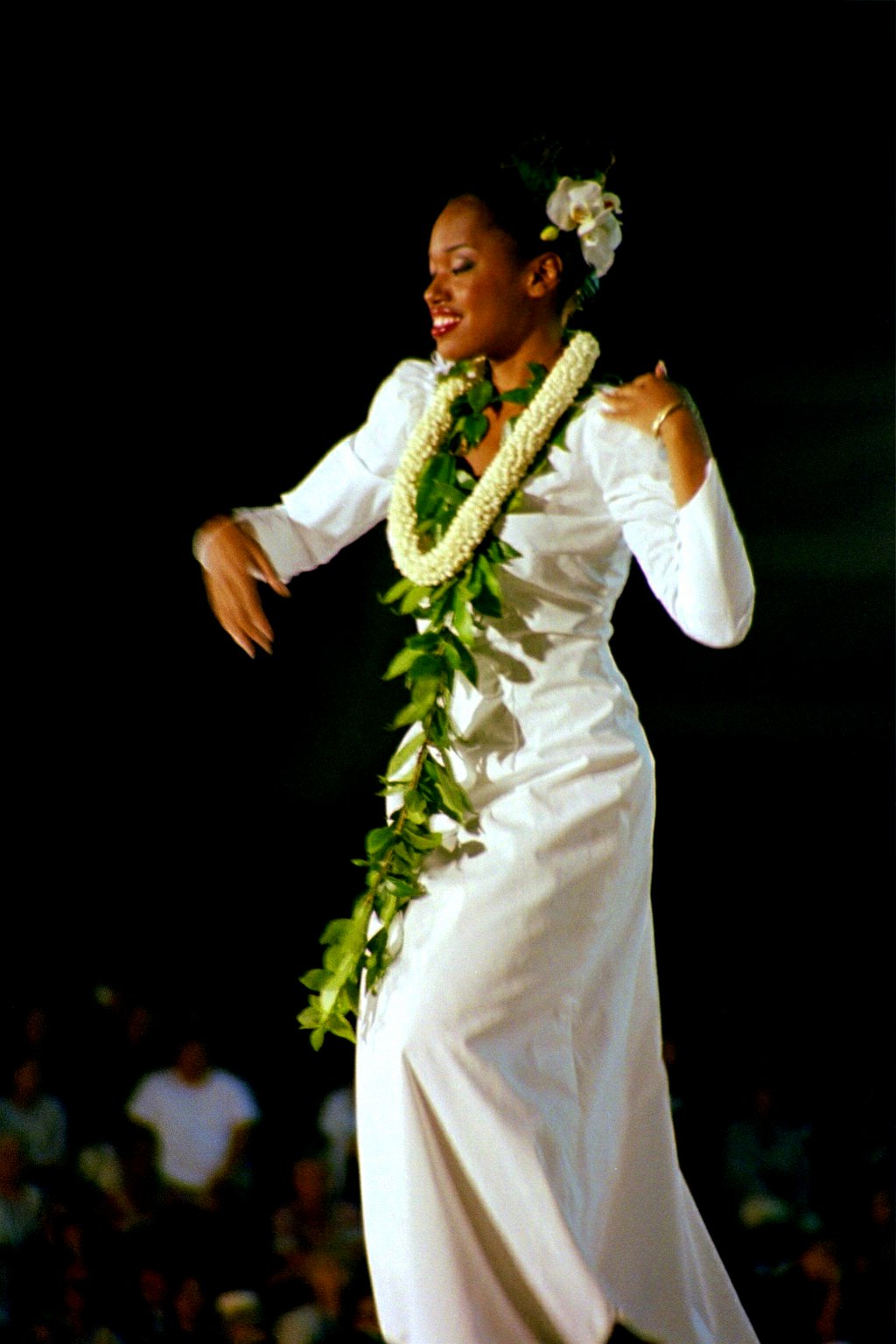
Ballerina (Hula ʻauana), Merrie Monarch Festival

L'hula moderno nasce dall'adattamento delle idee tradizionali di hula (danza e mele) alle influenze occidentali. Le principali influenze erano la morale cristiana e l'armonia melodica. La hula ʻauana racconta o commenta ancora una storia, ma le storie possono comprendere eventi dal 1800. I costumi delle danzatrici sono meno rivelatori e la musica è pesantemente influenzata dall'Occidente.

### Canzoni
I mele dell'hula ʻauana sono generalmente cantate come se fossero musica popolare. Una voce solista canta in una scala maggiore, con parti occasionali di armonia.
Il soggetto delle canzoni è ampio quanto la gamma dell'esperienza umana. Le persone scrivono mele hula ʻauana per commentare persone importanti, luoghi o eventi o semplicemente per esprimere un'emozione o un'idea.

### Strumenti
I musicisti che eseguono l'hula ʻauana usano tipicamente strumenti a corda acustici portatili.
Usati come parte della sezione ritmica, o come strumento principale
- Steel guitar—accenta il vocalist
- Basso acustico—mantiene il ritmo

L'hula ʻauana occasionale richiede che i ballerini usino gli attrezzi, nel qual caso useranno gli stessi strumenti dell'hula kahiko. Spesso i ballerini usano l'ʻUlīʻulī (sonaglio di zucca piumato).

### Abiti da cerimonia

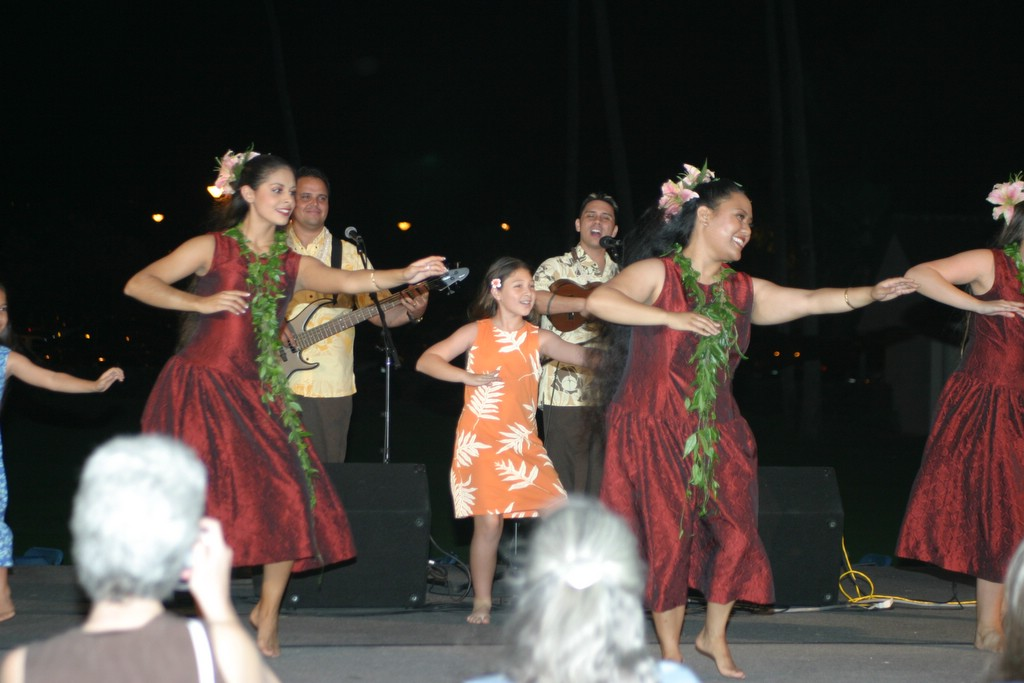
Kealiʻi Reichel Hula Hālau

L'abito da cerimonia ha un ruolo nell'illustrare l'interpretazione del mele da parte dell'istruttrice di hula. Dal colore del loro abbigliamento al tipo di ornamento indossato, ogni pezzo di un costume auana simboleggia un pezzo di mele auana, come il colore di un luogo o di un fiore significativo. Mentre c'è una certa libertà di scelta, la maggior parte degli hālau segue le tradizioni dei costumi accettate. Le donne generalmente indossano gonne o vestiti di qualche tipo. Gli uomini possono indossare pantaloni lunghi o corti, gonnellini o un malo (un panno avvolto sotto e attorno all'inguine). Per i balli lenti e aggraziati i ballerini indosseranno abiti formali come un muʻumuʻu per le donne e una fascia per gli uomini. Una canzone veloce, vivace, "impertinente" sarà eseguita da ballerini in abiti più rivelatori o festosi. L'hula kahiko viene sempre eseguita a piedi nudi, ma l'hula ʻauana può essere eseguita a piedi nudi o con le scarpe. Nei tempi antichi, avevano i loro lei e altri gioielli ma i loro vestiti erano molto diversi. Le femmine indossavano un vestito chiamato "pa'u" fatto di stoffa di tapa e gli uomini indossavano perizomi, che sono chiamati "malo". Si dice che entrambi i sessi andassero senza camicia. I loro braccialetti per caviglia e polso, chiamati "kupe'e", erano fatti di ossa di balena e denti di cane e altri oggetti fatti dalla natura. Alcuni di questi fatti di gusci sonori e ossa si scontrano l'un l'altro tintinnando mentre ballano i ballerini.
Le donne eseguono la maggior parte delle danze hawaiane di hula. Le ballerine di hula di solito indossano top e gonne colorate con lei. Tuttavia, tradizionalmente, gli uomini avevano le stesse probabilità di eseguire l'hula. 
Un gonnellino di erba è una gonna che pende dalla vita e copre tutte o parte delle gambe. I gonnellini di erba erano fatte di molte fibre naturali diverse, come l'ibisco o la palma.

## Insegnamento

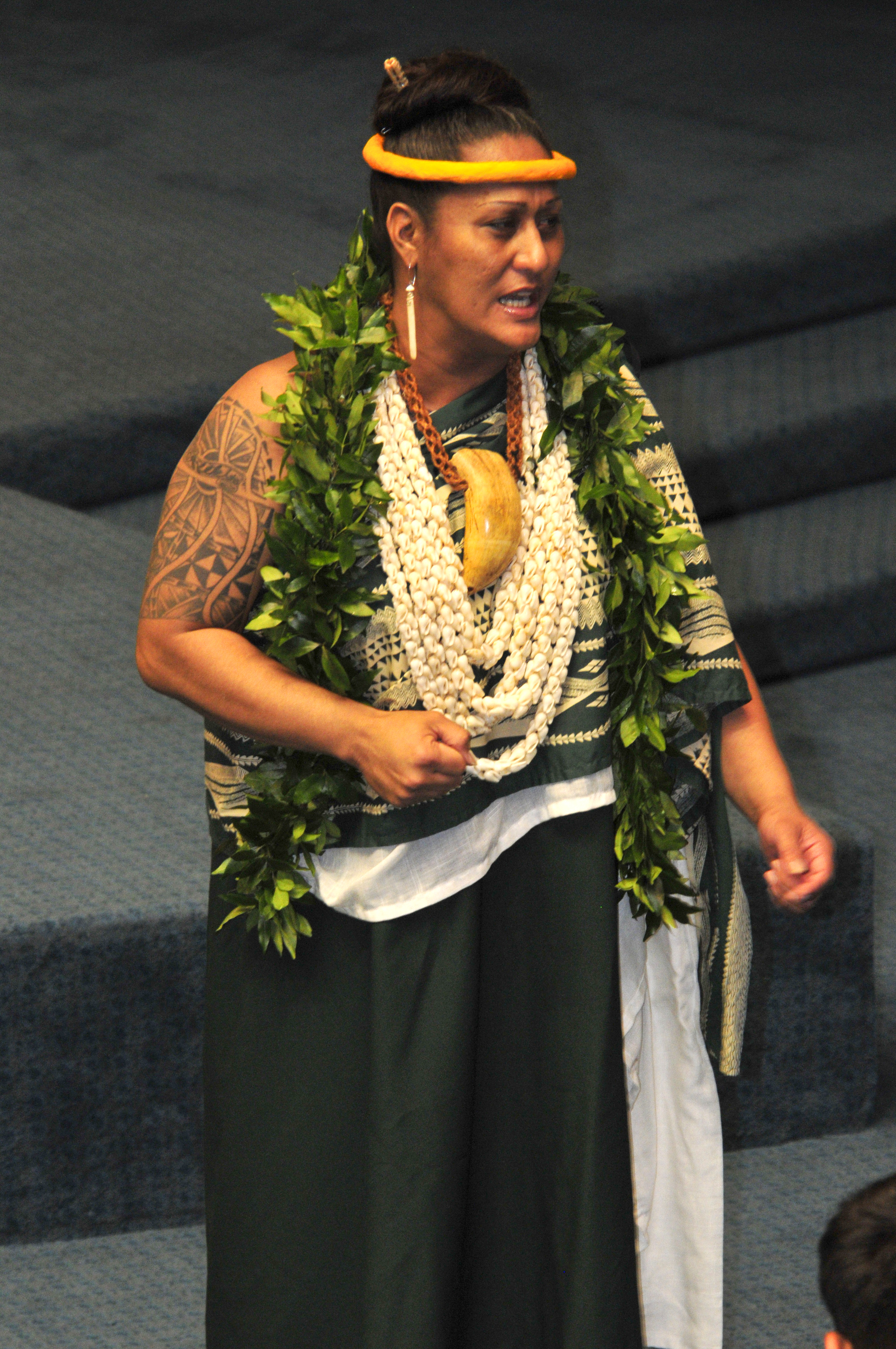
Il Kumu Hula Hinaleimoana Wong-Kalu, Honolulu, 2013

La hula viene insegnata nelle scuole o nei gruppi chiamati hālau. L'insegnante di hula è il kumu hula. Kumu significa "fonte di conoscenza" o letteralmente "insegnante".
Spesso c'è una gerarchia nelle scuole di hula - a partire dal kumu (insegnante), alaka'i (leader), kokua (aiutanti) e poi gli 'olapa (ballerini) o gli haumana (studenti). Questo non è vero per ogni hālau, ma si verifica spesso. La maggior parte, se non tutti, hula halau hanno un permesso di canto per entrare dove possono praticare. Canteranno collettivamente il loro canto d'ingresso, quindi aspettano che il kumu risponda con il canto d'ingresso e una volta che lui o lei avrà finito, gli studenti potranno entrare. Un canto d'ingresso o di permesso ben noto e spesso usato è Kunihi Ka Mauna/Tunihi Ta Mauna.

## Storia

### Origini nella leggenda

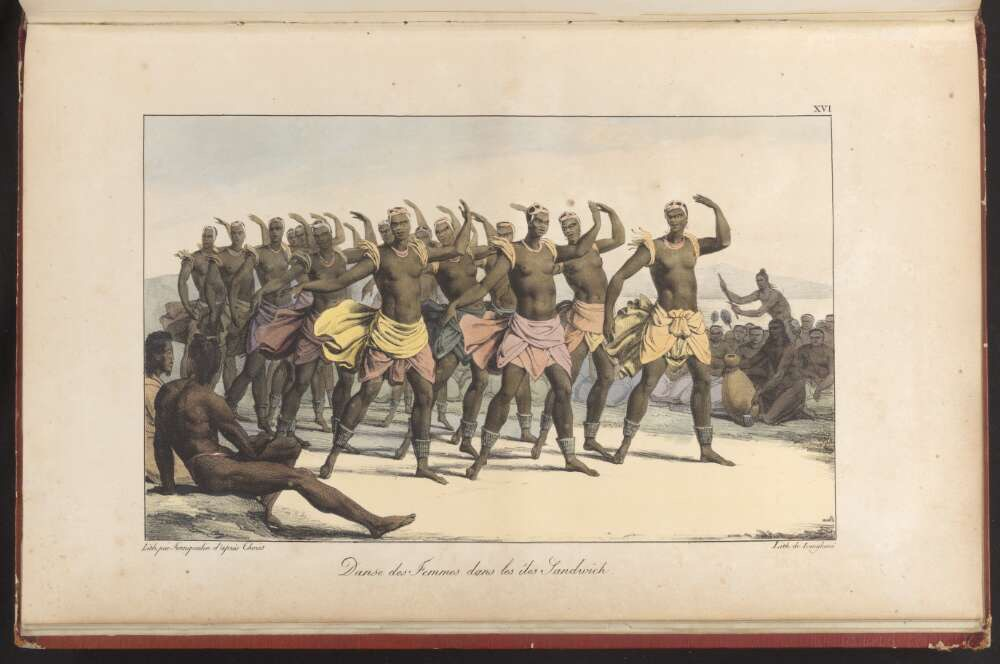
Ballerine delle Isole Sandwich raffigurate da Louis Choris, l'artista a bordo della nave russa Rurick, che visitò le Hawai'i nel 1816

Ci sono varie leggende che circondano le origini di hula.
Secondo una leggenda hawaiana, Laka, dea della hula, diede alla luce la danza sull'isola di Molokaʻi, in un luogo sacro a Kaʻana. Dopo la morte di Laka, i suoi resti furono nascosti sotto la collina di Puʻu Nana.
Un'altra storia racconta di Hiʻiaka, che aveva ballato per placare la sua infuocata sorella Pele, la dea del vulcano. Questa storia individua la fonte dell'hula nelle Hawaiʻi, nel distretto di Puna sulla costa di Hāʻena. L'antica hula Ke Haʻa Ala Puna descrive questo evento.
Un'altra storia è che quando Pele, la dea del fuoco, stava cercando di trovare una casa per sé, per fuggire da sua sorella Namakaokaha'i (la dea degli oceani), finalmente trovò un'isola dove non poteva essere toccata dalle onde. Là, nella catena di crateri sull'isola di Hawai'i ballò il primo ballo di hula a significare che alla fine aveva vinto.
Il Kumu Hula (o "maestro di hula") Leato S. Savini dell'accademia culturale hawaiiana Hālau Nā Mamo O Tulipa, che si trova a Waiʻanae, in Giappone e in Virginia, crede che la hula risalga a quello che gli hawaiani chiamano Kumulipo, o racconto di come il mondo sia stato fatto prima di tutto attraverso il dio della vita e dell'acqua, Kane. Si dice che Kumu Leato abbia detto: "Quando Kane e gli altri dei della nostra creazione, Lono, Kū e Kanaloa hanno creato la terra, l'uomo e la donna, hanno recitato incantesimi che chiamiamo Oli o Canti e hanno usato le loro mani e mosso le gambe mentre recitavano queste oli, quindi questa è l'origine di hula. "

### XIX secolo

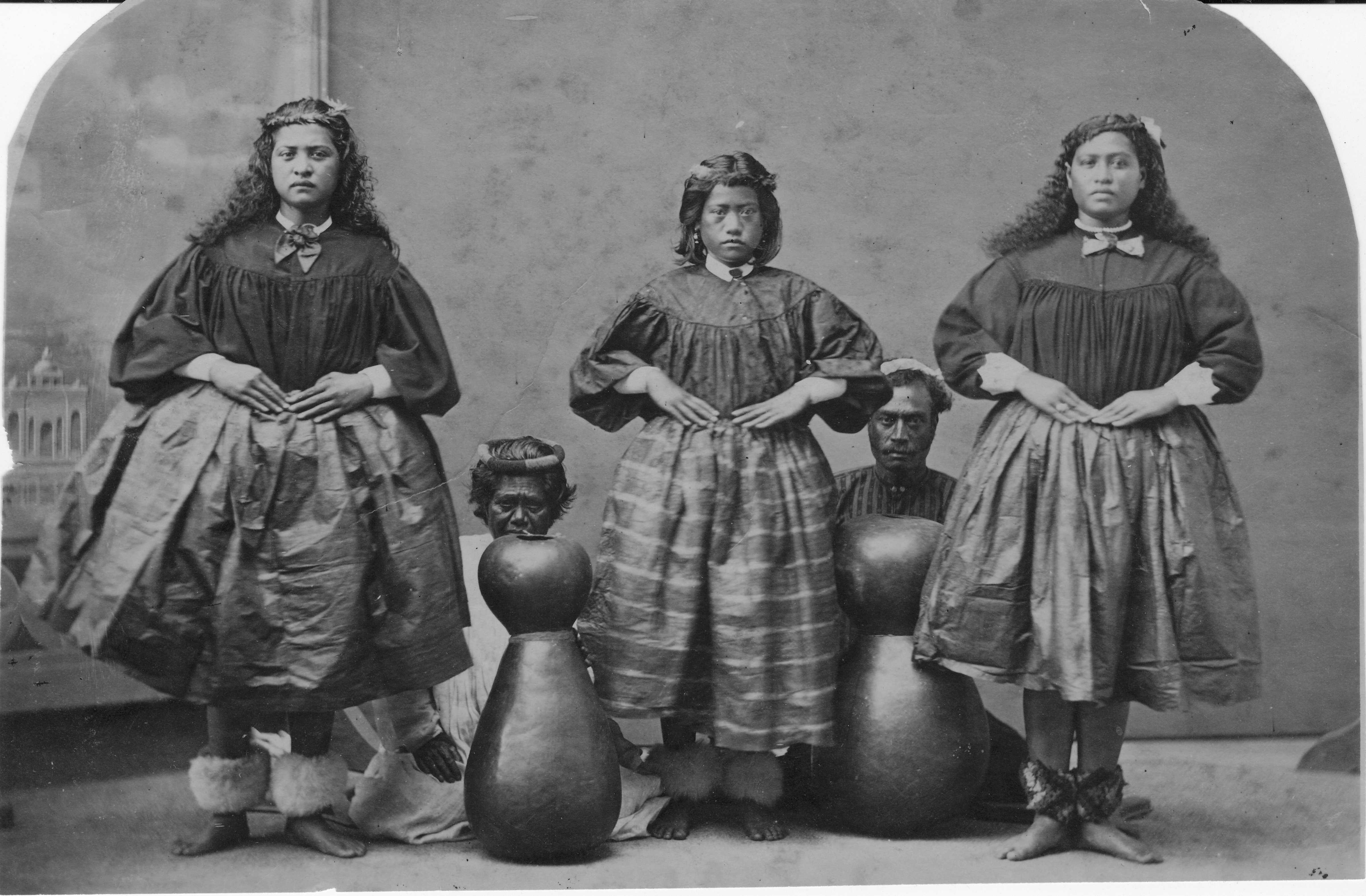
Danzatrici di Hula, 1885 c.ca

I missionari protestanti americani, arrivati nel 1820, denunciavano spesso l'hula come una danza idolatra che conteneva vestigia di paganesimo. L'aliʻi appena cristianizzato (regalità e nobiltà) fu esortato a vietare l'hula. Nel 1830 la regina Kaʻahumanu proibì gli spettacoli pubblici. Tuttavia molti di loro hanno continuato a difendere privatamente la hula. Intorno al 1850 la hula pubblica era regolata da un sistema di licenze.
Le arti teatrali hawaiane ebbero una rinascita durante il regno del re David Kalākaua (1874–1891), che incoraggiò le arti tradizionali. La principessa Lili'uokalani, che era devota alle vecchie usanze, come il patrono degli antichi canti (mele, hula), sottolineò l'importanza di far rivivere la cultura in calo dei loro antenati all'interno dell'influenza dannosa degli stranieri e del modernismo che stava cambiando le Hawaii per sempre.
I praticanti hanno fuso la poesia hawaiana, le esibizioni vocali di canto, i movimenti della danza e i costumi per creare la nuova forma, la hula kuʻi (kuʻi significa "combinare vecchio e nuovo"). Il pahu sembra non essere stato usato nella hula kuʻi, evidentemente perché la sua sacralità era rispettata dai praticanti; la zucca ipu (Lagenaria siceraria) era lo strumento indigeno più strettamente associato con la kuʻi.
Il rituale e la preghiera hanno sempre circondato tutti gli aspetti dell'addestramento e della pratica dell'hula, anche fino agli inizi del XX secolo. Insegnanti e studenti erano devoti alla dea dell'hula, Laka.

### La danza hula nel XX secolo

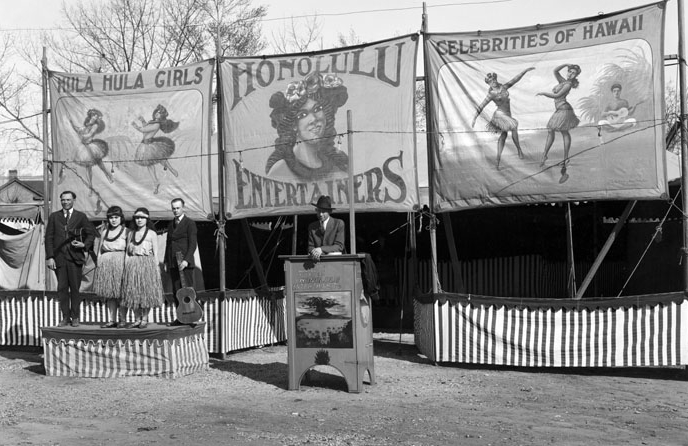
Sideshow di "Honolulu Entertainers" in un circo a Salt Lake City, 1920

La hula è cambiata drasticamente nei primi anni del XX secolo come veniva descritta negli spettacoli turistici, o nel Kodak Hula Show e nei film di Hollywood. Tuttavia, una hula più tradizionale è stata mantenuta in piccoli ambienti dai praticanti più anziani. C'è stato un rinnovato interesse per la hula, sia tradizionale che moderna, dagli anni '70 e dal Rinascimento hawaiano.
In risposta a diverse squadre sportive delle isole del Pacifico che usavano i loro rispettivi canti di guerra nativi e le loro danze come sfide rituali pre-partita, la squadra di calcio dell'Università delle Hawaii iniziò a intonare un canto di guerra ed a ballare usando la lingua hawaiana nativa che veniva chiamata l'ha'a prima dei giochi del 2007.
Fino dal 1964 il Merrie Monarch Festival è diventato un concorso annuale di hula della durata di una settimana che si tiene in primavera e attrae visitatori da tutto il mondo. È per onorare il re David Kalākaua che era conosciuto come il Merrie Monarch perché faceva rivivere l'arte della hula. Sebbene il Merrie Monarch fosse considerata una competizione tra hula hālaus, in seguito divenne nota come un evento turistico a causa delle molte persone che attirava.

## Film
- Kumu Hula: Keepers of a Culture (1989) Diretto da Robert Mugge.
- Holo Mai Pele - Hālau ō Kekuhi  (2000)  Diretto da Catherine Tatge
- American Aloha: Hula Beyond Hawaiʻi  (2003) di Lisette Marie Flannery & Evann Siebens
- Hula Girls (2006)
- The Haumana (2013)
- Kumu Hina (2014)